# Матросова, Федосья Евгеньевна
Федосья Евгеньевна Матросова (24 июня 1924 — 29 мая 1987) — передовик советской строительной отрасли, бригадир штукатуров строительного управления № 10 треста «Саранскжилстрой» Министерства строительства СССР, Мордовская АССР, Герой Социалистического Труда (1971).

## Биография
Родилась в 1924 году в селе Ивановка, ныне Лениногорского района республики Татарстан. Мордовка (эрзя).
Получила начальное образование. С началом войны в 1941 году пошла работать трактористкой в местный колхоз.
В 1945 году работала на сплаве леса на реке Кама, затем на торфоразработках близ города Горький.
С 1954 года проживала в городе Саранске, работала штукатуром. В 1964 году назначена бригадиром строителей управления «Отделстрой».
В столице Мордовии её бригада работала на Электроламповом заводе, а также на отделке нескольких школ и жилых массивов.
Указом Президиума Верховного Совета СССР от 5 апреля 1971 года за достижение высоких показателей в строительстве Федосье Евгеньевне Матросовой было присвоено звание Героя Социалистического Труда с вручением ордена Ленина и медали «Серп и Молот».
Избиралась депутатом Саранского городского Совета.
В 1983 году вышла на заслуженный отдых.
Проживала в городе Саранске. Умерла 29 мая 1987 года.

## Награды
За трудовые успехи была удостоена:
- золотая звезда «Серп и Молот» (05.04.1971)
- орден Ленина (05.04.1971)
- Орден Трудового Красного Знамени (11.08.1966)
- другие медали.